# 이와타테 사호
이와타테 사호(岩立沙穂, 1994년 10월 4일 ~ )는 일본의 가수로, AKB48의 멤버이다.

## 내력
2011년
- 9월 24일 AKB48 13기생 오디션 최종 심사에서 임시 합격하여, 같은 해 12월 8일에 AKB48 극장에서 개최된 AKB48 6주년 특별 기념 공연에서 선보였다.

2014년
- 5월부터 6월에 걸쳐 투표가 실시된 AKB48 37th 싱글 선발 총선거에서 66위를 차지, 업커밍 걸스가 되었다.

2016년
- 5월부터 6월에 걸쳐 투표가 실시된 AKB48 45th 싱글 선발 총선거에서 51위를 차지해 퓨처 걸스가 되었다.

## 출연 작품
- 《PRODUCE 48》 (2018년 6월 15일 ~ 2018년 8월 31일, Mnet)-참가자